# Монумент Независимости (Влёра)
Монумент Независимости (алб. Monumenti i Pavarësisë) — памятник, посвящённый независимости Албании. Монумент расположен в г. Влёра. Открыт в 1972 году в центре города на площади Флага.
Авторы памятника Мунтас Дхрами, Кристак Рама и Шабан Хадери.

## История
Именно во Влёре 28 ноября 1912 года Исмаил Кемали провозгласил независимость страны, а город стал первой столицей независимой Албании.

## Описание
Созданный в стиле социалистического реализма, памятник высотой 17 метров посвящён  Декларации албанской независимости, освобождению страны от власти Османской империи. В центре на фоне  развевающегося большого бронзового флага — скульптура Исмаила Кемали, лидера албанского национального движения и основателя Независимой Албании.
Шесть бронзовых скульптур памятника символизируют собой различные этапы борьбы албанского народа за обретение своей независимости.
Недалеко от памятника есть парк с местом захоронения самого Исмаила Кемали. В честь него назван университет и центральная улица города, а недалеко от порта ему установлен памятник.